# Горакша-шатака
Горакша-шатака (дев. गोरक्षशतक, IAST: Gorakṣaśataka — «Сто строф Горакши») — священный религиозный текст одного из направлений индуизма на санскрите, непосредственно связанный с йогической практикой.
Содержит одни из самых ранних упоминаний об учении хатха-йоги, найденное в санскритских текстах. 
Это один из первых текстов, наряду с Бхагавадгитой (см. Бхагавадгита, 5:27), описывающий методы пранаямы (контроль дыхания) вместе с эзотерической практикой сарасватичаланой (стимуляция Сарасвати), техникой для поднятия кундалини.
Исследователями "Горакша-шатакам"  датируется ориентировочно десятым веком новой эры.
В двадцатом веке текст "Горакша-шатака" переведён на основные европейские языки включая русский.